# BOB Oud-Beijerland
B.O.B., afkorting van Basketball Vereniging Oud-Beijerland, is een Nederlandse amateur-basketbalvereniging uit Oud-Beijerland.

## Historie

### Mannen
In het seizoen 1977/78 trad het herenteam van B.O.B. in de Eredivisie. Met Amerikaanse spelers als Bill Mallory haalde het redelijke resultaten in de competitie, in de eerste twee seizoenen werd B.O.B. vijfde. Na het seizoen 1980/81 was het Eredivisie-avontuur over.

### Vrouwen
De dames van B.O.B. speelden van begin jaren '70 tot 1984 op het hoogste niveau. In 1979 werd de club landskampioen en in het seizoen 1979/80 speelde het team in de FIBA Women's European Champions Cup en bereikte B.O.B. de halve finale.

## Resultaten
| Seizoen | Niv | Competitie | Pos |
| ------- | --- | ---------- | --- |
| 1977/78 | I   | Eredivisie | 5   |
| 1978/79 | I   | Eredivisie | 5   |
| 1979/80 | I   | Eredivisie | 8   |
| 1980/81 | I   | Eredivisie | 10  |

## Bekende spelers
Bij de dames:
- Carla de Liefde (185)
- Anita Blangé (222)
- Petra Weeda
- Marja Kooiman
- Irma de Vroet
- Irene Maarschalkerweerd
- Ria Bröring-van de Meys
- Jetty Witte-Siebenlist
- Margreet van Putten
- Simone Jongerius
- Ineke Roza

Bij de heren:
- Wim Benschop
- Paul van Solm
- Ron Kruidhof
- Bill Mallory